# Gorges de Moutier

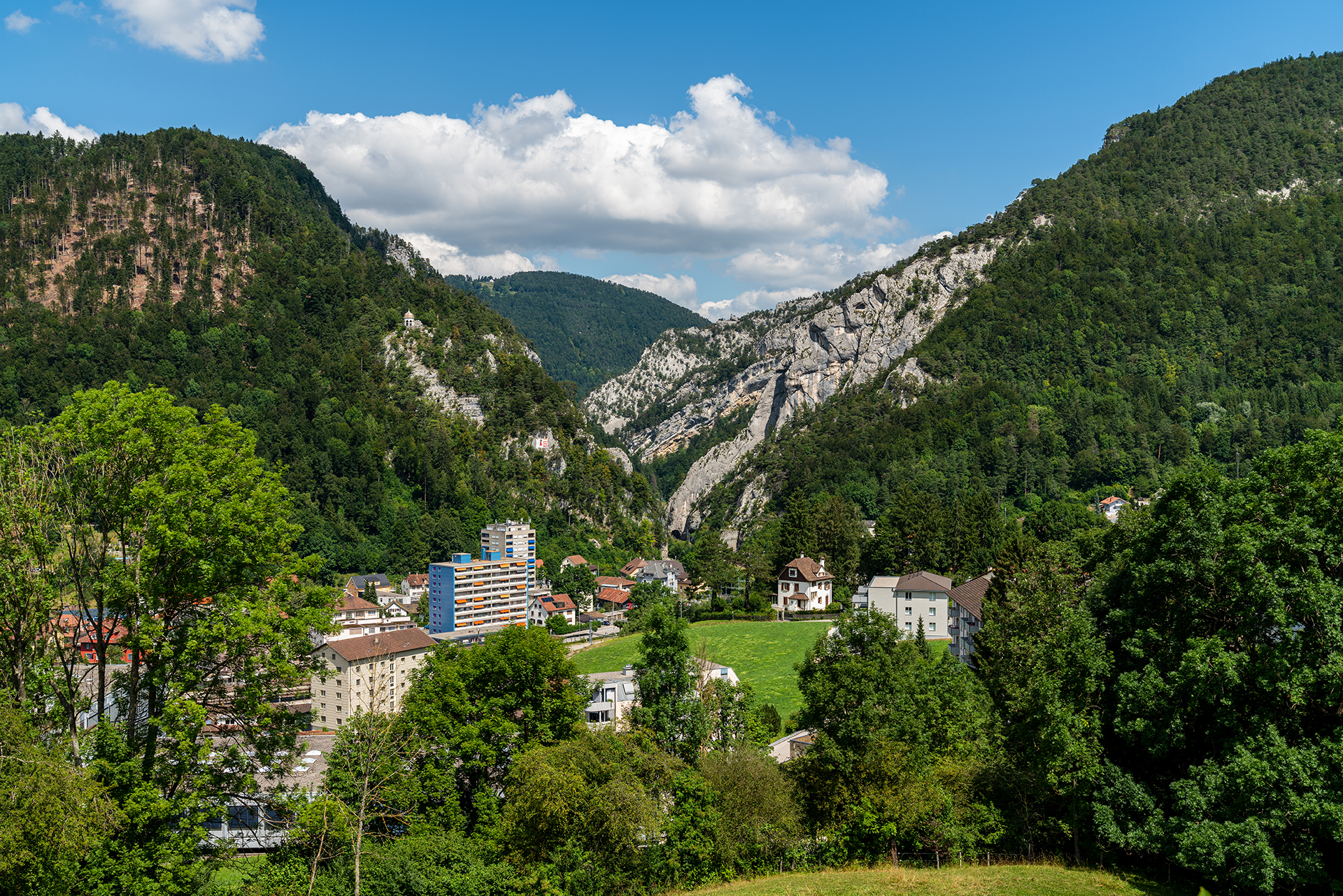
Moutier und die Gorges

Die Gorges de Moutier (Schlucht von Moutier und Schlucht von Choindez) bilden ein sieben Kilometer langes, «zusammengesetztes» Durchbruchstal der Birs im Schweizer Jura. Die beiden Klusen liegen an der Grenze der Kantone Bern und Jura. Das südliche Drittel ist im Bundesinventar der Landschaften und Naturdenkmäler von nationaler Bedeutung (BLN) aufgeführt.

## Geschichte

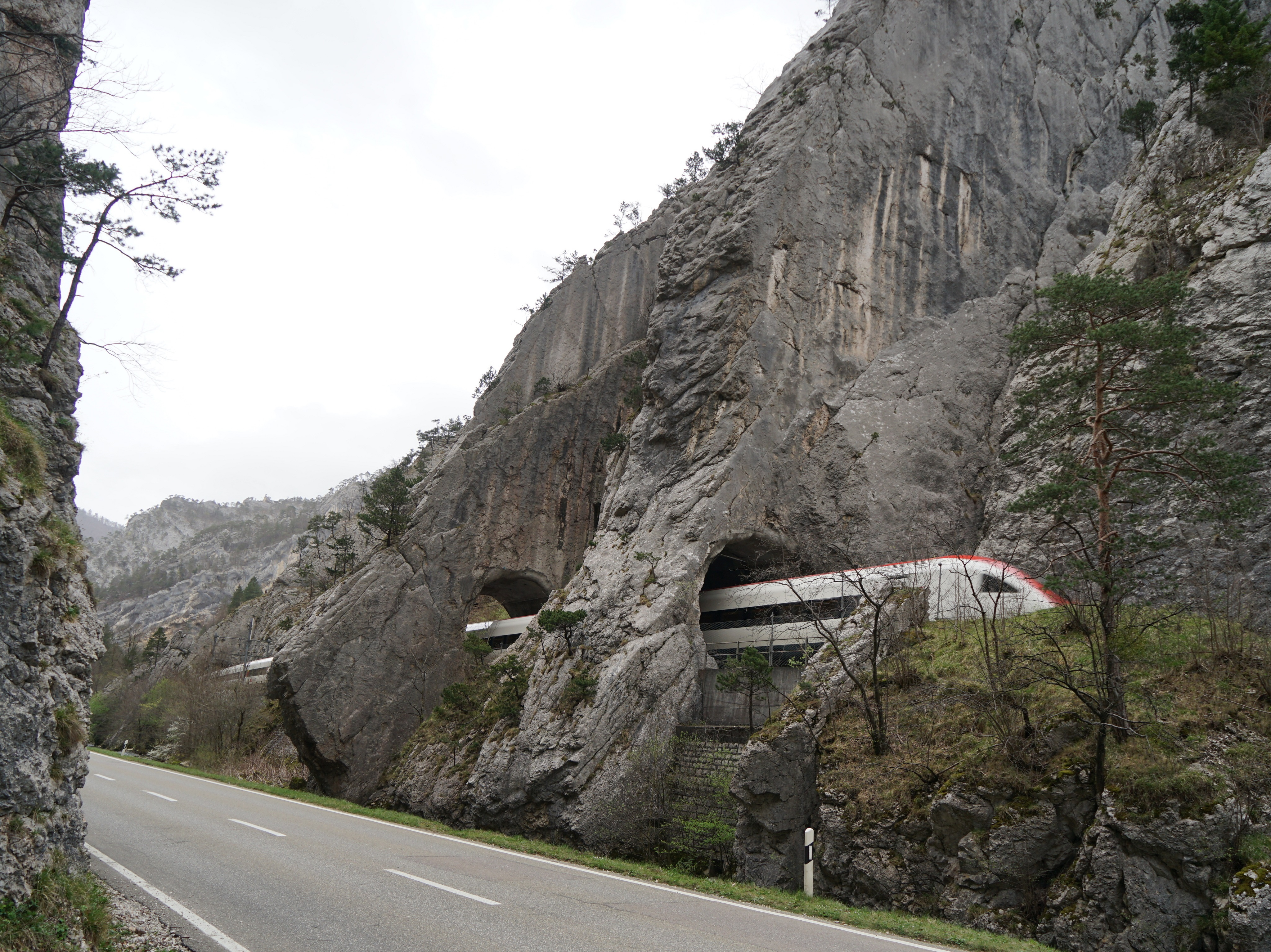
Der IC 51 passiert die Tunnel 2, 3 und 4 (ganz links)

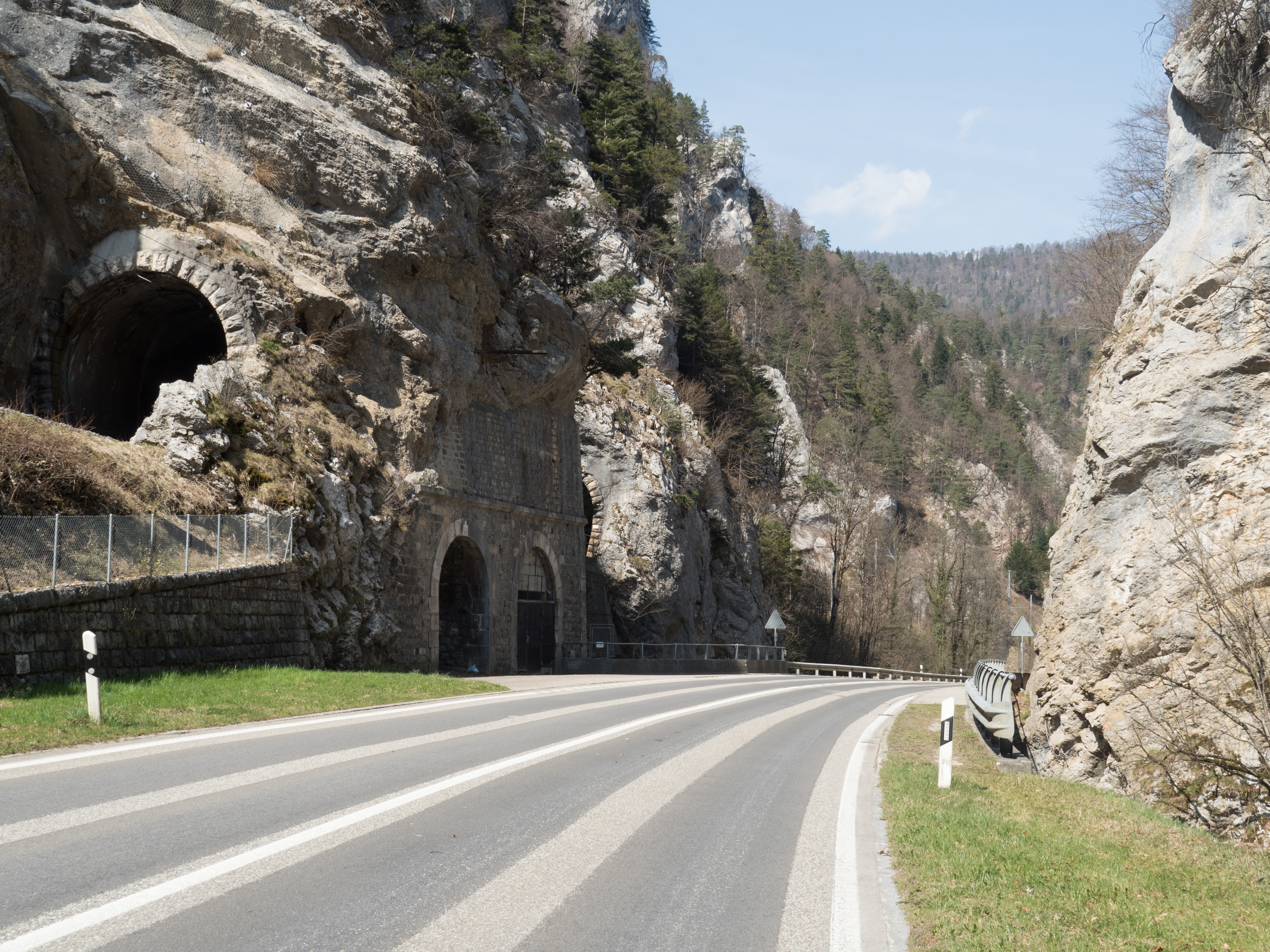
Zugang zum Infanteriebunker Pont de Penne

Geländebedingt wurde die erste befahrbare Strasse 1752 angelegt und 1835 ausgebaut. Eine Römerstrasse über Vermes umging den Mont Raimeux im Osten durch die Klusen der Gabiare. Die Felsen bei Courrendlin bildeten seit der Reformation die Grenze zwischen der reformierten und katholischen Prévôté (Propstei Moutier-Grandval), erstere umfasste das Grand Val ob den Felsen, letztere das Delsberger Becken nid den Felsen. Johann Wolfgang Goethe ritt am 3. Oktober 1779 mit Herzog Carl August von Basel kommend durch die Schlucht nach Moutier.
Die von Roll’schen Eisenwerke errichteten 1846 einen Hochofen in Choindez, das sich zu einer Industriesiedlung entwickelte. Als einziger verbliebener Hochofen der Schweiz produzierte er noch von 1914 bis 1982 Roheisen. Das Werk ist ein Produktionsstandort der vR production des Unternehmens vonRoll hydro.
Im Dezember 1876 wurde die Eisenbahnstrecke Delémont–Moutier der Jurabahn eröffnet. Sie wird eingleisig durch elf Tunnel (Moutier 1–9, Verrerie-de-Moutier, und Verrerie-de-Roches), dann zweigleisig durch den Tunnel Choindez I und jeweils einspurig durch die beiden parallelen Tunnel Choindez II und III geführt. Bei einem Unfall am 26. März 1974 kamen drei Fahrgäste ums Leben. Der «Tunnel Moutier 3» ⊙ ist mit sieben Meter Länge der kürzeste Bahntunnel des Landes. Die Stationen Roches und Choindez werden nicht mehr bedient.
Während des Zweiten Weltkriegs wurde die Sperrstelle Nr. 320 in den Gorges de Moutier angelegt. Sie umfasste:
- A1446 Infanteriebunker Pont de Penne, oberhalb der Bahn zwischen zwei Tunnels, armiert mit einer 24-mm-Panzerbunkerkanone (Pz Bk Kan) 38 ⊙
- Eine Strassenbarrikade
- Sprengobjekt Strasse M0333 ⊙
- Sprengobjekt Bahn M0334, am Tunnel Moutier 3 ⊙

Am 18. November 1981 kollidierte bei Moutier eine Mirage IIIS (J-2320) aus Payerne mit einer Tiger II (J-3018) aus Dübendorf. Die Piloten konnten sich mit dem Schleudersitz retten, Flugzeugtrümmer stürzten in die Schlucht.
Die Autostrasse A16 wird seit 2007 und 2016 durch die «Tunnel du Raimeux», «de La Roche St-Jean» und «de Choindez» östlich an den Gorges vorbeigeführt.

## Geografie

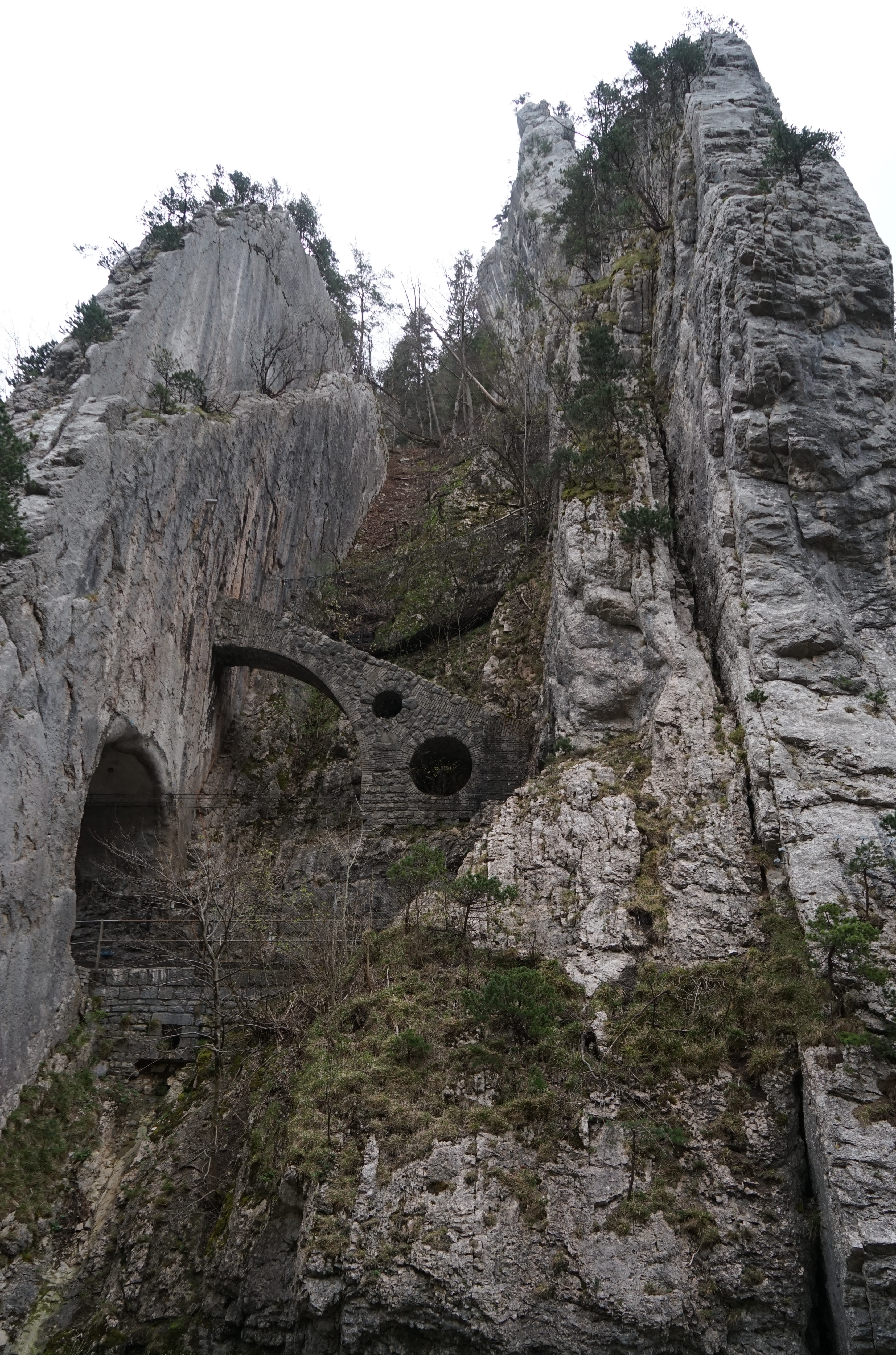
Gesteinsformationen über Tunnel 2 und 3 (rechts)

Die beiden Klusen zeigen die Faltenstruktur des Juras mit senkrecht aufragenden Kalkrippen. Jules Thurmann bezeichnete sie als «zusammengesetzte» Klus. In der südlichen Gorges de Moutier durchbricht die Birs die Antiklinale der Gebirgskette Montagne de Moutier-Mont Raimeux (1169 m ü. M. und 1302 m ü. M.) und bei Roches die zweite Antiklinale des Mont Raimeux. Im Norden wird die Kette des Mont de Vellerat (1033 m ü. M.) mit den Rochers du Midi (869 m ü. M.) im Osten durchbrochen. In der Mulde zwischen den Gebirgsketten liegen die Orte Roches, Hautes-Roches (733 m ü. M.) und Rebeuvelier (664 m ü. M.).
Die Gorges fallen von 526 m ü. M. am Südeingang auf 449 m ü. M. bei Courrendlin ab. Die Pont de Penne liegt 510, der Ort Roches 477 und Choindez 467 Meter hoch. Die teils senkrechten Felsen ragen im Süden 300–450 Meter, im Süden noch fast 200 Meter über der Strasse auf. Die harten Bänke bilden Wände, die durch enge, durch Verwitterung und Erosion ausgewaschene Kamine und Runsen getrennt werden. Tausende von Wasserfäden sprudeln im Frühling und nach starken Regengüssen aus den westlichen Wänden, weshalb man diesen den Namen «Roches pleureuses» (Tränenfelsen) gegeben hat.
Die Felsen vom Fluss bilden im Süden einen beidseitigen «Zirkus» (Cirque), eine Karformation, die durch Erosion entstanden ist. Jeweils zwei senkrechte Felsstufen werden durch dicht überwachsene Mergelschichten und Trümmer voneinander getrennt. Nach dem Zirkus von Astai im Westen folgt ein Liaszirkus bei Roche und östlich von Choindez ein «schöner» Doggerzirkus.
Die Gorges du Pichoux (Schlucht von Le Pichoux) liegt zwölf Kilometer westlich und ist ebenfalls im Bundesinventar von nationaler Bedeutung aufgeführt.

## Flora und Fauna
Zum östlichen Bereich der Landschaft im Bundesinventar gehört ein Teil des 318 Hektar grossen «Komplexwaldreservat» Raimeux mit Naturwald- (210 ha) und Sonderwaldreservat (108 ha). Zum Baumbestand der höheren Lagen des Reservats gehören Waldföhren, Eichen, Mehlbeeren und der Schneeballblättrige Ahorn. Straucharten sind Felsenbirnen, Kronwicken, Alpenkreuzdorn (Rhamnus alpina) und die Reichstachelige Rose (Rosa spinosissima). Zu den teils seltenen Pflanzen gehören der Kalk-Glocken-Enzian (Gentiana clusii), Fluhblümchen und verschiedene Orchideen. Im Combe des Geais (Eichelhähertal) nisten Wanderfalken und Kolkraben. Zu den bedrohten Insektenarten zählt der Alpenbock (Rosalia alpina). Ein Waldlehrpfad führt über einen Karrweg von Crémines nach Raimeux de Crémines (1116 m).
In der Schlucht von Moutier wurden etwa 2000 Fussabdrücke von Dinosauriern gefunden.

## Verkehr und Tourismus
Die Jurabahn fährt ohne Halt durch die Gorges, die durch die Hauptstrasse 6 erschlossen wird. Der Halbanschluss Choindez der A16 erlaubt nur die Ausfahrt von bzw. die Einfahrt nach Moutier. Die Buslinie «8» führt von Moutier über Delémont nach Develier. Auf der Fahrbahn verläuft die Veloroute 64 «Lötschberg–Jura». Ein Fussweg ist im südlichen Abschnitt der Schlucht nicht vorhanden.
Etwa 20 Übergänge über die Birs (Bahn- und Strassenbrücken, Werkbrücken, Stege usw.) befinden sich am Flussabschnitt in den Schluchten.
Die «Cabane des gorges» des Schweizer Alpen-Clubs (SAC) liegt am Südeingang der Gorges.

## Fussnoten
1. ↑  Letztere wurden früher auch als «Gorges de Choindez et de Courrendlin» bezeichnet.
2. 1 2 3 4  Moutier (Gorges de) In: Geographisches Lexikon der Schweiz, Band 3: Neuenburg 1905. S. 459.
3. ↑  Elsy Schneider-Nobs: Choindez. De roc, de fer et de feu. Éditions Cabédita 2001.
4. ↑  Sperrstelle 320 – Gorges de Moutier. festung-oberland.ch, abgerufen am 5. April 2024.
5. ↑  Unfallbericht Dassault Mirage IIIS. aviation-safety.net (englisch), abgerufen am 5. April 2024.
6. ↑  Unfallbericht Northrop F-5E Tiger II. aviation-safety.net (englisch), abgerufen am 5. April 2024.
7. ↑  Gorges. chronologie-jurassienne.ch (französisch), abgerufen am 5. April 2024.
8. ↑  Geheimnisvolle, blaue Schönheiten im Berner Jura. weu.be.ch, abgerufen am 5. April 2024.
9. ↑  Paul Caminada: Pioniere der Alpentopographie. Die Geschichte der Schweizer Kartenkunst. AS, Zürich 2003. ISBN 978-3-905111-99-6. S. 22.
10. ↑  Lötschberg–Jura. Etappe 3: Biel/Bienne–Delémont. schweizmobil.ch, abgerufen am 5. April 2024.

Koordinaten: 47° 18′ 35,3″ N, 7° 23′ 28,7″ O; CH1903: 596422 / 239883